# Liste der Baudenkmale in Dunum
In der Liste der Baudenkmale in Dunum sind alle Baudenkmale der niedersächsischen Gemeinde Dunum im Landkreis Wittmund aufgelistet. Grundlage ist die veröffentlichte Denkmalliste des Landkreises (Stand: November 2000).
Baudenkmale sind „im Sinne des Gesetzes Bodendenkmale, bewegliche Denkmale und Denkmale der Erdgeschichte.“ Die Denkmalliste der Gemeinde Dunum umfasst zehn Baudenkmale sowie zwei Gruppendenkmale.

## Baudenkmale
Die Liste umfasst, falls vorhanden, eine Fotografie des Denkmals, als Bezeichnung falls vorhanden den Namen, sonst den Gebäudetyp und die Adresse, das Datum der Unterschutzstellung und die Eintragungsnummer Denkmalbehörde.
| Bild                     | Bezeichnung                        | Lage                      | Beschreibung | Bauzeit                    | Eingetragen seit | Denkmal- nummer |
| ------------------------ | ---------------------------------- | ------------------------- | --- | -------------------------- | ---------------- | --------------- |
| BW                       | Wohn-/Wirtschaftsgebäude, Gulfhaus | Auricher Straße 194 Karte | Gulfhaus, Ziegelbau mit Ecklisenen, Traufgesims und Fensterverdachungen. Wesentliche schutzbegründete Bedeutung: Typus-/Stilausprägung                                                  | dat. 1909                  |                  | 1               |
| BW                       | Wohn-/Wirtschaftsgebäude, Gulfhaus | Bohnackerweg 7 Karte      | Gulfhaus, Ziegelbau mit Traufgesims, Stallseite zweimal einspringend, Wirtschaftsgiebel voll abgewalmt, Rundbogenfenster. Wesentliche schutzbegründete Bedeutung: Typus-/Stilausprägung | um 1880                    |                  | 2               |
| BW                       | Wohn-/Wirtschaftsgebäude, Gulfhaus | Dammweg 2 Karte           | Gulfhaus, Ziegelbau mit Trauf- und Ortganggesims, Segmentbogenfenster mit Verdachungen. Wesentliche schutzbegründete Bedeutung: Typus-/Stilausprägung                                   | Ende 19. Jahrhundert       |                  | 3               |
| Wohn-/Wirtschaftsgebäude | Wohn-/Wirtschaftsgebäude           | Hauptstraße 32 Karte      | |                            | 31. Oktober 1986 | 4               |
| Friedhof                 | Friedhof                           | Hauptstraße 34 Karte      | |                            |                  | 5               |
| Glockenturm              | Glockenturm                        | Hauptstraße 34 Karte      | Ziegelbau | 13. Jahrhundert            |                  | 6               |
| Dunumer Kirche           | Dunumer Kirche                     | Hauptstraße 34 Karte      | Einschiffiger Ziegelbau auf Granitquaderfundament mit Halbrunder Ostapsis, Ende 12. Jahrhundert; umgebaut und nach Westen verlängert 1712                                               | Ende 12. Jahrhundert, 1712 |                  | 7               |
| Kriegerdenkmal           | Kriegerdenkmal                     | Hauptstraße 34 Karte      | |                            |                  | 8               |
| ehemalige Schule         | ehemalige Schule                   | Hauptstraße 36 Karte      | |                            | 31. Oktober 1986 | 9               |
| Hayungshof               | Hayungshof                         | Süddunumer Weg 1 Karte    | Wohn-/Wirtschaftsgebäude, Gulfhof | 1892                       | 31. Oktober 1986 | 10              |

## Gruppendenkmale
| Bild | Bezeichnung     | Lage | Beschreibung                                                   | Bauzeit   | Eingetragen seit                                                   | Denkmal- nummer |
| --- | --------------- | --- | -------------------------------------------------------------- | --------- | ------------------------------------------------------------------ | --------------- |
| BW | Kirchwurt Dunum | Hauptstraße 34 Karte | Dunumer Kirche mit Glockenturm, Ehrenmal und Friedhof auf Wurt | dat. 1909 |                                                                    | 1               |
| [[Vorlage:Bilderwunsch/code!/C:53.596091,7.647349!/D:Ortskern Dunum, Hauptstraße 32 (Wohn-/Wirtschaftsgebäude), Hauptstraße 34 (Friedhof, Glockenturm, Kriegerdenkmal, Dunumer Kirche), Hauptstraße 36 (ehemalige Schule), Süddunumer Weg 1 (Wohn-/Wirtschaftsgebäude)!/\|BW]] | Ortskern Dunum  | Hauptstraße 32 (Wohn-/Wirtschaftsgebäude), Hauptstraße 34 (Friedhof, Glockenturm, Kriegerdenkmal, Dunumer Kirche), Hauptstraße 36 (ehemalige Schule), Süddunumer Weg 1 (Wohn-/Wirtschaftsgebäude) Karte |                                                                |           | Ausweisung d. lfD, Außenstelle Weser-Ems, Dez.E2, 31. Oktober 1986 | 2               |